# 小笠原事件
小笠原事件（おがさわらじけん）は、1945年（昭和20年）に小笠原諸島父島において日本の陸海軍高級幹部が、アメリカ軍航空部隊の搭乗員である捕虜8名を処刑し、そのうち5名の人肉を嗜食したとされる事件。父島事件とも。
当時の父島は住民を疎開させた上で要塞化（父島要塞）されており、陸軍の混成第1旅団（旅団長：立花芳夫陸軍少将。3月に第109師団に改編、立花は陸軍中将に進級し第109師団長）、海軍の父島方面特別根拠地隊（司令官：森国造海軍少将。森は5月に海軍中将に進級）が守備していた。

## 事件
1945年2月、まずは末吉実郎海軍大尉が、独立歩兵第308大隊長の的場陸軍少佐を経由して入手した捕虜を、海軍において処刑し、独歩308大隊において、その遺体を大隊附軍医に解剖させて、摘出した肝臓等を嗜食したという。
そして
同月、新しく捕虜となった2名の内、1名は陸軍にて立花旅団長の旅団命令によって処刑・嗜食したとされ、もう1名は海軍にて処刑され、父島方面特別根拠地隊通信隊司令吉井静雄海軍大佐らが特根通信隊において肝臓等を嗜食したという。また、23日には1名を立花陸軍少将の依頼により海軍において処刑・嗜食したとされる。後の証言によれば、立花は米兵の手足の肉や内臓を食べると、「これは美味い。お代わりだ！」と喜んだという。
第109師団参謀として司令部のある硫黄島から父島に派遣されていた堀江芳孝陸軍少佐は、立花らの素行にかねてから不安を感じており、捕虜の将校を自分の英語教師として身近に置くことで守っていたが、3月26日、外出後に戻るとすでに処刑され森海軍少将・的場陸軍少佐らによって喰われた後であったとされる。
的場陸軍少佐の部下の供述調書によると、犠牲者の一人であるウォーレン・アール・ヴォーン（Warren Earl Vaughn）中尉の処刑・嗜食時に的場は以下のような命令を発したという。
一、大隊は米人飛行家ヴォーン中尉の肉を食したし
二、冠中尉は此の肉の配給を取り計らうべし
三、坂部軍医は処刑に立会い、肝臓、胆嚢を取り除くべし
昭和20年3月9日 午前9時 大隊長 陸軍少佐的場末勇
発令方法…冠中尉並に坂部を面前に呼び口頭命令、報告は立花旅団長へ、通告は堀江参謀へ

## 戦後
日本の敗戦後、9月2日に父島に上陸した米軍は捕虜の行方の調査を行い、的場大隊および関係者を拘束して事情聴取し、1946年2月に立花陸軍中将・的場陸軍少佐・森海軍中将・吉井海軍大佐、また酒宴に参加するなどしたとされる27名（29名説あり）をBC級戦犯としてグアム軍事法廷にて起訴した。なお米軍は「人肉嗜食」ではなくあくまで「捕虜殺害」「死体損壊」として審理を行っている。
その結果、立花・的場・吉井ら5名が死刑、森（別途、蘭印作戦後第23特別根拠地隊司令官当時の捕虜虐待事件によりオランダ軍による裁判で死刑）ら5名が終身刑、15名が有期刑となった。立花らは処刑されるまでの間、米兵たちの憎悪の対象となり激しく虐待され続けた。

## 否定証言
当時、第二魚雷艇隊の少尉候補生で、後に日本弁護士連合会（日弁連）の会長になった土屋公献は、この食人事件を否定している。
土屋は、父島に配属されており、ボーン中尉と会話を交わす機会が幾度かあったばかりか、処刑当日は、彼を処刑場に連行する役も務めていた。しかも、初めはボーンの処刑役まで務める予定であった（途中で、処刑役を学徒出陣組の中にいた剣道四段の人物と変更させられる）。処刑されるまでボーンの身近にいた土屋はこの事件の内容について、処刑された場所は秦郁彦のいう砂浜ではなく米軍の砲弾で穴の開いた土の上で、飢餓状態で理性を失った二人の兵士がボーンの遺体を掘り返そうとした事があり、それを当直将校であった土屋が戒めており、酒宴を開き人肉を食ったなどという事実はなかったと証言している。
土屋は、この事件が弁護士活動の原点になったという（なお、土屋は、日本の戦争責任を追及し、戦後補償裁判の一つで重慶大爆撃訴訟の弁護団長を務めていた人物である）。